# Louis Alexandre Berthier
Louis Alexandre Berthier, Prinț de Wagram, Prinț Suveran de Neuchâtel și Duce de Valangin, (n. 20 noiembrie 1753, Versailles - d. 1 iunie 1815, Bamberg), a fost un general și Mareșal al Primului Imperiu ce s-a remarcat îndeosebi pentru talentele sale în calitate de șef de stat major al Napoleon Bonaparte, în timpul războaielor napoleoniene.
Inginer-geograf în 1764, proaspăt ieșit de pe băncile școlii de geniști de la Mézières, Berthier își începe lunga sa carieră militară cu participarea la Războiul de independență al Statelor Unite ale Americii, făcând parte din Corpul Expediționar al contelui de Rochambeau. A participat apoi războaiele revoluției și s-a remarcat îndeosebi în armata Rinului. Locotenent-colonel în 1789, general de brigadă (maréchal de camp) în 1792, este suspectat de regalism și destituit, doar pentru a fi reintegrat în 1793, când servește din nou în vestul revoltat al țării. Devine din nou șef de stat major, funcție pe care o mai îndeplinise în trecut pentru La Fayette. Devine șef de stat major al armatei din Italia și general de divizie din iunie 1795, când îl cunoaște și pe Bonaparte. 
Berthier se remarcă în campania din Italia, nu numai ca șef de stat major ci și ca fiind un curajos conducător de oameni, atunci când circumstanțele o cer, de pildă la Lodi sau la Marengo. Este ministru de război din noiembrie 1799, facilitând lovitura de stat a lui Bonaparte din 9 noiembrie. Apoi devine ministru de război în timpul Consulatului și Imperiului, părăsind această funcție abia în august 1807. În 1804, Berthier a fost primul nume de pe lista inițială de 18 Mareșali ai nou-creatului Imperiu, fiind totodată și cel care a primit cele mai importante recompense financiare (aproape un milion de franci pe an), fiind judecat indispensabil datorită memoriei prodigioase și meticulozității sale. În calitate de șef de stat major al nou-createi Mari Armate, în 1805 face glorioasa campanie ce culminează cu bătălia de la Ulm și bătălia de la Austerlitz. În 1806 participă la campania din Prusia și i se oferă titlul de Duce de Valangin și Prinț de Neuchâtel. Este din nou șef de stat major în campaniile din Polonia (1807) și Germania (1809). Din 1809 este Prinț de Wagram. Coordonează apoi operațiunile din Spania, având rolul ingrat de a retransmite ordinele Împăratului, aflat la Paris, unor mareșali deseori refractari; în plus, de multe ori, aceste ordine, venite de la Paris, erau prea vechi pentru a se potrivi cu noua evoluție a campaniei. Servind de cele mai multe ori drept Maior General (șef de stat major) pentru Napoleon, Berthier a avut totuși ocazia să joace de câteva ori și rolul de comandant operațional cu oarecare autonomie, mai ales în timpul campaniei din Spania (1808) și în primele faze ale campaniei din Germania (1809), unde a trebuit să coordoneze armate multiple pe teatrul de operațiuni. Participă apoi la campania din Rusia, la cea din Saxa (1813) și la cea din Franța (1814). 
Sătul de războaie, îl primește pe rege la Compiègne, în 1814. În 1815, la revenirea Împăratului, se retrage la domeniul său din Germania și este radiat de pe lista mareșalilor iar cu două săptămâni înainte de Waterloo, Berthier moare în condiții suspecte, căzând de la o fereastră, aflată la etajul al treilea. Nu este nici astăzi clar dacă a fost vorba despre un accident, sinucidere sau asasinat menit să îl împiedice să se ralieze lui Napoleon. Numele lui Berthier este înscris pe Arcul de Triumf din Paris.